# Upendranath Brahmachari
Pour les articles homonymes, voir Brahmachari.
Upendranath Brahmachari  (bangalais : উপেন্দ্রনাথ ব্রহ্মচারী) ; 19 décembre 1873 – 6 février 1946) est un médecin et scientifique indien. On lui doit la synthétisation de l'urée stibamine (carbostibamide) en 1922. Il a déterminé que c'était un substitut efficace pour les composés contenant de l'antimoine dans le traitement de la leishmaniose viscérale qui est causée par un protozoaire, Leishmania donovani.

## Honneurs
- 1924 : Médaille Kaisar-I-Hind[1]
- 1934 : Knight Bachelor[2]